# Louise de Vilmorin
Louise Lévêque de Vilmorin (Verrières-le-Buisson, 4 de abril de 1902 - Verrières-le-Buisson, 26 de dezembro de 1969) foi uma romancista, poetisa e jornalista francesa.

## Biografia

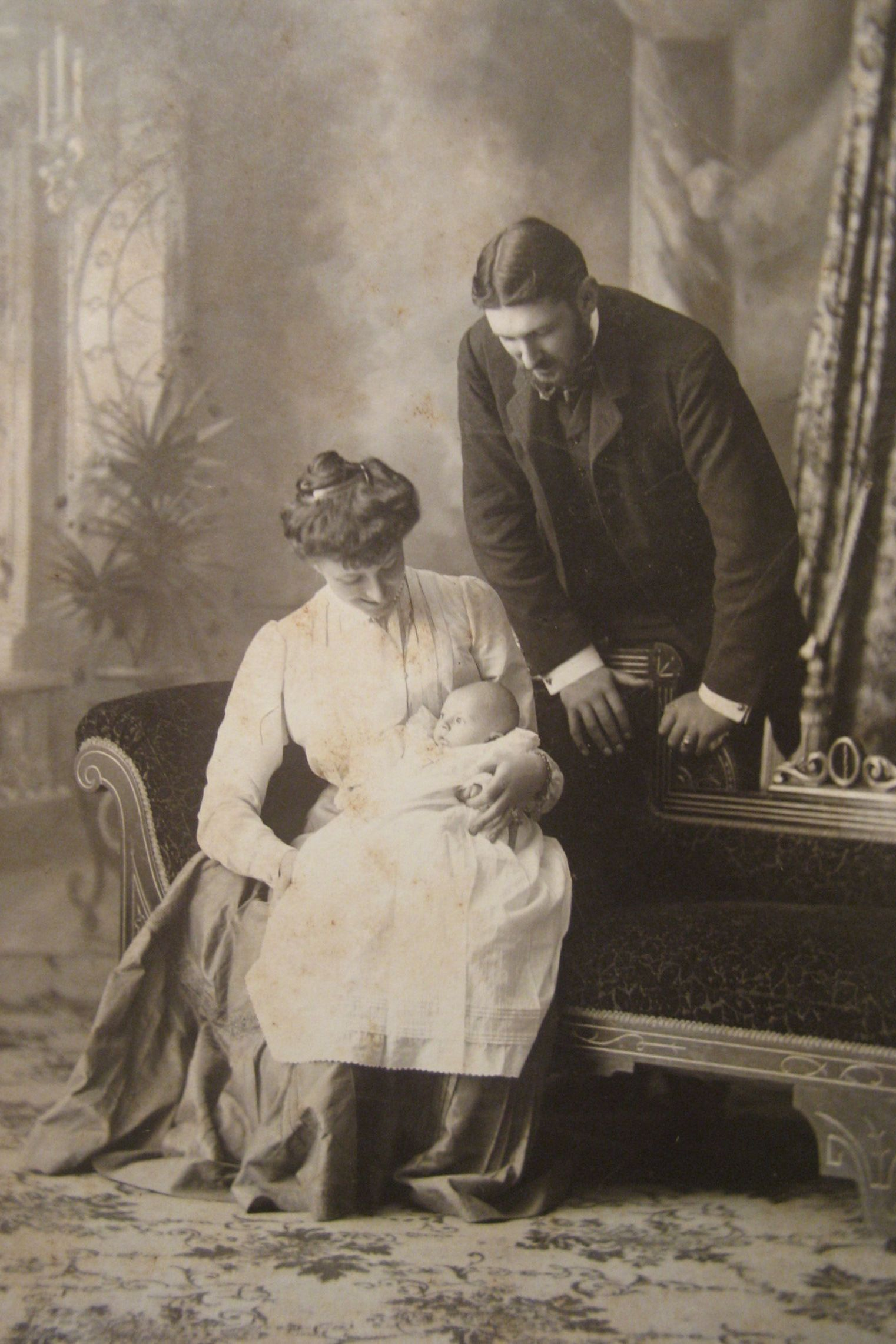
Philippe e Mélanie de Vilmorin.

Nascida no castelo da família em Verrières-le-Buisson, Louise Levêque de Vilmorin passa a juventude em Paris em um hôtel particulier na rue de la Chaise do 7.º arrondissement. Louise cresce em uma famosa família de botânicos e sementistas. Ela é a segunda filha de Philippe de Vilmorin (1872-1917) e de sua esposa, Mélanie de Gaufridy de Dortan (1876-1937). que foi amante do rei Alfonso XIII da Espanha. Ela fica noiva em 1923 de Antoine de Saint-Exupéry, mas ele desagrada à mãe dela, que acha seu ofício de piloto de avião perigoso demais e exige que ele mude de profissão se quiser se casar com sua filha. Ele então se torna contador em Paris, mas Louise de Vilmorin entende que ele nunca poderá lhe oferecer a vida que ela sonha, e, finalmente, ela se casa em 1925 com um americano, Henry Leigh Hunt (1886–1972), herdeiro de uma fortuna imobiliária e cônsul honorário de Mônaco em Las Vegas, Nevada (Estados Unidos), para onde ela parte para morar. Três filhas nascem em três anos desse casamento: Jessica (1929-2002), Alexandra (1930-2015) e Elena (1931-1996).
Em 1935, ela conhece Coco Chanel. que a veste graciosamente e de quem escreverá, a pedido da estilista, em 1947, as primeiras páginas de sua biografia. Mas as duas mulheres brigam. Somente dez anos depois, após ter chamado Michel Déon para a redação do texto, saíram as Mémoires de Coco (1957).
Separada do marido há vários anos, divorcia-se em 1937, e ele obtém a guarda das filhas, que permanecem nos Estados Unidos. Em 1933, Louise de Vilmorin tem um caso com André Malraux e Friedrich Sieburg e em 1935-1936 com Pierre Brisson, depois, em 1937, com Gaston Gallimard. Ela se casa em segundas núpcias, em 1938, com o conde Paul Pálffy ab Erdöd (1890–1968), de quem se divorcia em 1943. Vivendo no castelo do marido no coração dos Cárpatos, bem como em Budapeste e fazendo excursões a Paris, esses anos são para Louise Citação: os mais belos da [sua] vida. Em 1942, estando em Paris, torna-se amante do príncipe húngaro Paul V Esterházy (1901–1964), depois, em 1944, de Duff Cooper, visconde de Norwich, embaixador do Reino Unido na França. que a deixa em 1946 em favor de Gloria Rubio. Em agosto de 1946, ela se torna amante de Rufus Clarke, adido militar na embaixada da Inglaterra, depois, em 1948, de Jean Hugo, com quem ela pensa em se casar, e, em 1949, de Anthony Marreco, um jovem advogado britânico.
A mulher de letras viaja muito e hospeda-se com frequência na Suíça na casa de seu amigo, o príncipe Sadruddin Aga Khan. Em 1961, ela conhece em Genebra, por meio de um amigo em comum, Jean-Louis Mathieu, o pintor genebrino Émile Chambon, por quem se afeiçoa. Em 10 maio 1962, acontece por iniciativa dela a vernissage de uma grande exposição de Chambon na galeria Motte em Paris, cujo catálogo foi prefaciado por ela.
Ela também passa, entre 1950 e 1962, longas temporadas em La Lieutenance, uma grande propriedade do século XIV em Sélestat (Baixo Reno), que foi adquirida pela cidade em 1675 para abrigar o tenente do rei local e que, desde 1920, pertence à família do herói da Primeira Guerra Mundial e inventor Paul-Louis Weiller, onde escreveu várias de suas obras.
Louise de Vilmorin publica seu primeiro romance, Sainte-Unefois, em 1934, a pedido de André Malraux, depois, entre outros, Julietta (1951) e Madame de (1951).
Ela também publica vários livros de poemas, incluindo Fiançailles pour rire (1939), musicados por Francis Poulenc, Le Sable du Sablier (1945) e L'Alphabet des aveux (1954). Sua fantasia se manifesta nas figuras de estilo das quais gosta, principalmente as holorrimas (que ela escreve « olorime ») e os palíndromos, dos quais escreveu muitos e em formatos extensos.
Francis Poulenc a coloca no mesmo nível de Paul Éluard e Max Jacob. Ele encontra em seus poemas Citação: uma espécie de impertinência sensível, de libertinagem, de gulodice que prolongava, na melodia, o que eu havia expressado, muito jovem, em Les Biches com Marie Laurencin.
Ela também trabalhou como roteirista e autora de diálogos em vários filmes, Les Amants de Louis Malle em 1957, La Française et l'Amour para o segmento de Jean Delannoy em 1960, e apareceu como atriz em Amélie ou le Temps d'aimer (1961), de Michel Drach, e Teuf-teuf (1963), de Georges Folgoas.
Em 1964, o fotógrafo Pierre Jahan, que a descreve como Citação: inteiramente e de imediato disponível para a amizade e com quem compartilha, junto de seu irmão André, o culto a Victor Hugo e talento para a pintura, retratou-a sentada de perfil à sua mesa de trabalho em sua casa em Centuri, foto que ele publicaria em Objectif.
Ela termina a vida ao lado de seu amor de juventude, André Malraux.
Por toda a vida, ela permanece muito ligada à sua fratria: sua irmã Marie-Pierre (1901-1972) e seus quatro irmãos, Henry (1903-1961), Olivier (1904-1962), Roger (1905-1980) e André (1907-1987) e transita pelo círculo mundano da Café society, grupo cosmopolita surgido após a Primeira Guerra Mundial, que reunia alta nobreza, bilionários, artistas, estilistas e músicos, chegando ao auge em Veneza durante o “Baile do século” oferecido por seu amigo Charles de Beistegui em seu palácio Labia em 3 setembro 1951, mas ao qual, cansada, ela não compareceu.
Louise de Vilmorin foi cavaleiro da Ordem Nacional da Legião de Honra.

## Obras

### Romances
- Sainte-Unefois (1934)
- La Fin des Villavide (1937)
- Le Lit à colonnes (1941)
- Le Retour d'Erica (1946)
- Julietta (1951)
- Madame de (1951)
- Les Belles Amours (1954)
- Histoire d'aimer (1955)
- La Lettre dans un taxi (1958)
- Migraine (1959)
- Le Violon (1960)
- L'Heure maliciôse (1967)
- Le Lutin sauvage (1971, póstumo).

### Poesia
- Fiançailles pour rire Gallimard (1939)
- Le Sable du sablier (1945)
- L'Alphabet des aveux (1954), ilustrações de Jean Hugo
- Carnets (1970, póstumo)
- Poèmes (1970, póstumo), prefácio de André Malraux
- Solitude, ô mon éléphant (1972, póstumo)

### Fatrasia
Louise de Vilmorin utilizava holorrimas em alguns de seus poemas e jogos de palavras como « J'ai la toux dans mon jeu » (L'alphabet des aveux):

### Ensaio
- Vision sur Kischka (1966), com Robert Rey e Henri Gineste
- Lolette, sobre Lola Montès
- Mémoires de Coco, sobre Coco Chanel

### Cinema e televisão
- Une fée… pas comme les autres (1957), de Jean Tourane (roteiro)
- Les Amants (1957), de Louis Malle (diálogos)
- La Française et l'Amour (1960), episódio L'Adolescence, de Jean Delannoy (roteiro e diálogos)
- Le Petit Garçon de l'ascenseur (1962), de Pierre Granier-Deferre (diálogos)
- Les esclaves existent toujours (1964), de Maleno e Roberto Malenotti (diálogos)
- Les Aventures de Saturnin, 78 episódios realizados por Jean Tourane para o ORTF a partir de 1964, narrados por Ricet Barrier e Robert Lamoureux (diálogos)
- Une histoire immortelle (1968), de Orson Welles (roteiro).

### Correspondência
Louise de Vilmorin manteve uma importante correspondência, em especial com Jean Cocteau, Diana e Duff Cooper (ver Bibliografia). Parte desse material está conservada em locais como a Bibliothèque nationale de France (Departamento de manuscritos, fundos Porto-Riche e Valéry), a Bibliothèque littéraire Jacques-Doucet, a Bibliothèque historique de la Ville de Paris (fundo Jean Cocteau) e na fundação Bernard Berenson, villa I Tatti em Florença.
- Louise de Vilmorin, Jean Cocteau, Correspondance croisée, anotada por Olivier Muth, col. Le Cabinet des lettrés, Gallimard, Paris, 2003, ISBN 2070734676
- Louise de Vilmorin, Diana et Duff Cooper, Correspondance à trois (1944-1953), anotada por Olivier Muth, col. Le Promeneur, Gallimard, Paris, 2008, ISBN 9782070120093
- Louise de Vilmorin, Carnets, Gallimard, Paris
- Louise de Vilmorin, Démone et autres textes, col. Le Promeneur, Gallimard, Paris, 2001
- Louise de Vilmorin, Intimités, col. Le Promeneur, Gallimard, Paris, 2001

## Adaptações cinematográficas
- Le Lit à colonnes (1942), filme de Roland Tual com Jean Marais e Fernand Ledoux
- Madame de... (1953), filme de Max Ophüls com Danielle Darrieux, Charles Boyer e Vittorio De Sica
- Julietta (1953), filme de Marc Allégret com Jean Marais e Dany Robin
- La Lettre dans un taxi (1962), filme de Louise de Vilmorin e François Chatel
- Madame de… (2001), telefilme de Jean-Daniel Verhaeghe, com Carole Bouquet, Raoul Bova, Jean-Pierre Marielle

## Adaptações musicais
- Trois poèmes de Louise de Vilmorin (1937), de Francis Poulenc
- Fiançailles pour rire (1939), ciclo de seis canções de Francis Poulenc sobre o livro de Louise de Vilmorin

## Adaptação e tradução teatral
- 1959: Deux sur la balançoire de William Gibson, com Annie Girardot, Jean Marais, Teatro des Ambassadeurs

## Homenagens
- Há ruas na França que levam seu nome, especialmente em Jouars-Pontchartrain, Mennecy, Saint-Pierre-du-Perray, Varennes-Vauzelles, uma praça em Limeil-Brévannes e também uma escola e uma creche em Verrières-le-Buisson.